# 윤의중
윤의중(尹毅中, 1524년 ~ 1590년)은 조선 중기의 문신으로, 본관은 해남(海南), 자는 치원(致遠), 호는 낙천(駱川)·이견당(理遣堂)이다.

## 생애
1548년(명종 3) 별시문과에 병과로 급제했으며, 1555년(명종 10) 부교리(副校理)로서 제주선로사(濟州宣勞使)가 되어 제주의 사정과 방비에 관한 일을 순심(巡審)했다.
1559년(명종 14) 특명으로 형조참의(刑曹參議)에 제수되어 당상관의 반열에 올랐으며, 1560년(명종 15) 4월 예조참의(禮曹參議), 7월 동부승지(同副承旨), 1562년(명종 17) 2월 대사성(大司成), 8월 부제학(副提學), 1563년(명종 18) 2월 대사간(大司諫), 6월 도승지(都承旨), 12월 병조참의(兵曹參議), 1564년(명종 19) 윤2월 이조참의(吏曹參議)를 거쳐 10월 강원도관찰사(江原道觀察使)로 나갔다.
1566년(명종 21) 특명으로 호조참판(戶曹參判)에 제수되었으며, 이듬해 경상도관찰사(慶尙道觀察使)로 나갔다.
선조(宣祖)가 즉위한 후 『명종실록』의 편찬에 참여했으며, 1571년(선조 4) 평안도관찰사(平安道觀察使)로 나갔다.
1573년(선조 6) 7월 병조참판(兵曹參判), 8월 대사헌(大司憲) 등을 거쳐 1581년(선조 14) 특명으로 형조판서(刑曹判書)에 제수되었다.
1589년(선조 22) 기축옥사가 일어나자 이발(李潑)의 외숙이라는 이유로 연루되어 삭직되었으나, 1610년(광해군 2) 아들 윤유기(尹惟幾)의 청으로 신원되었다.

## 가족 관계
- 증조 - 윤경(尹耕)
  - 조부 - 윤효정(尹孝貞) : 생원(生員), 증(贈) 호조참판(戶曹參判)
    - 아버지 - 윤구(尹衢, 1495년 ~ ? ) : 부교리(副校理), 증 이조판서(吏曹判書)
    - 어머니 - 임휴(任畦)의 딸[1]
      - 형 - 윤홍중(尹弘中) : 예조정랑(禮曹正郞), 증 예조판서(禮曹判書)
      - 부인 - 양윤온(梁允溫)의 딸[1]
        - 장남 - 윤유심(尹惟深, 1551년 ~ 1612년) : 예빈시부정(禮賓寺副正), 윤선도(尹善道, 1587년 ~ 1671년)의 아버지
        - 차남 - 윤유기(尹惟幾, 1554년 ~ 1619년) : 강원도관찰사(江原道觀察使)